# Ponna
Ponna település Olaszországban, Lombardia régióban, Como megyében. Lakosainak száma 234 fő (2023. január 1.). Ponna Claino con Osteno, Colonno, Porlezza, Sala Comacina, Tremezzina és Laino községekkel határos.

## Népesség
A település lakossága az elmúlt években az alábbi módon változott:
| Lakosok száma | 243  | 239  | 234  |
|               | 2017 | 2018 | 2023 |